# Sauerstoffzelt

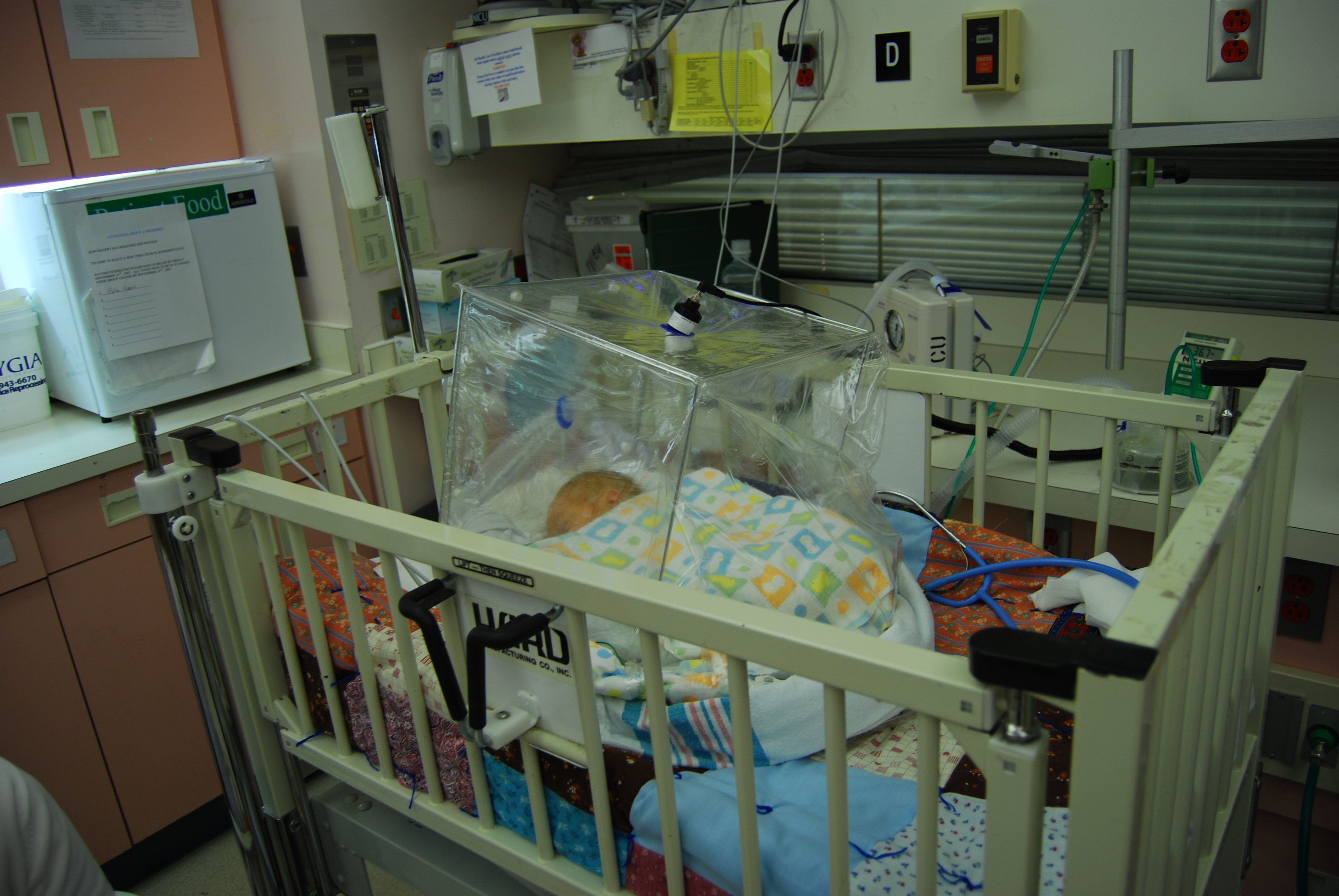
Sauerstoffzelt für einen Säugling

Ein Sauerstoffzelt ist eine zeltähnliche Vorrichtung, in der Patienten eine an Sauerstoff angereicherte Luft zugeführt wird.

## Gestalt
Sauerstoffzelte können in unterschiedlichen Größen hergestellt und angewendet werden. So gibt es Ausführungen, die im Gesicht getragen werden können, bis hin zu Exemplaren in Zimmergröße. Die Seitenwände sind meist transparent, um eine Beobachtung von außen zuzulassen.

## Geschichte
Um 1900 entdeckte der französische Arzt Charles Michel (1850–1935), dass unter einer sterilen Sauerstoffatmosphäre die Heilung mancher Krankheiten und Verletzungen (z. B. Brandwunden) gefördert wird. Sauerstoffzelte wurden schließlich ab der Zeit des Zweiten Weltkriegs entwickelt. Mit Hilfe des Zeltes konnten Fremdstoffe aus der Luft herausgefiltert und damit außerdem auch Erkrankungen der Atemwege behandelt werden.

## Sonstiges
Infolge seines erfolgreichen Albums Thriller (1982) kamen über Michael Jackson Gerüchte auf, er schlafe in einem Sauerstoffzelt, was ihn zu seinem Song Leave Me Alone (Teil des folgenden Albums Bad, 1987) inspirierte.